# Le Borgne
Le Borgne är en ort i Haiti.   Den ligger i departementet Nord, i den norra delen av landet, 150 km norr om huvudstaden Port-au-Prince. Le Borgne ligger 44 meter över havet och antalet invånare är 4 288.
Terrängen runt Le Borgne är varierad. Havet är nära Le Borgne åt nordost. Runt Le Borgne är det tätbefolkat, med 331 invånare per kvadratkilometer. Närmaste större samhälle är Anse-à-Foleur, 11,9 km nordväst om Le Borgne. I omgivningarna runt Le Borgne växer huvudsakligen savannskog.